# C'est pas grave papa
Singles de Jean-Jacques Goldman
Les Nuits de solitude
(1977)
C'est pas grave papa est le premier single chanté et écrit par Jean-Jacques Goldman sorti en 1976 chez WEA. Le second titre de ce single est Tu m'as dit.

## Historique
Alors membre du groupe Taï Phong, connu pour le succès Sister Jane, le chanteur auteur-compositeur, alors âgé de 25 ans, décide de tenter sa chance en solo. Ce premier 45 tours sorti en 1976 et chanté en français ne rencontre pas le succès. Il enregistre deux autres 45 tours en solo : Les Nuits de solitude et Back to the City again, qui ne rencontrèrent pas un succès et quitte WEA après son départ de Tai Phong.
Il attendra 1981 en signant chez Epic Records et le tube Il suffira d'un signe pour qu'il devienne un chanteur reconnu.
Le titre est réédité dans le best of Les Années Warner sorti en 1984.

## Thème
C'est un fils qui rassure son père, au chômage.